# Ligne Kintetsu Suzuka
La ligne Kintetsu Suzuka (近鉄鈴鹿線, Kintetsu Suzuka-sen) est une ligne ferroviaire du réseau Kintetsu située dans la ville de Suzuka, dans la préfecture de Mie au Japon. Elle relie la gare d'Ise-Wakamatsu à la gare de Hiratachō. C'est une branche de la ligne Kintetsu Nagoya.

## Histoire
La ligne a été inaugurée le 20 décembre 1925 entre Ise-Wakamatsu et Ise-Kambe (aujourd'hui Suzukashi) par le chemin de fer d'Ise (伊勢電気鉄道, Ise Denki Tetsudō). En 1936, la ligne est acquise par la Sangū Express Railway (参宮急行電鉄, Sangū Kyūkō Dentetsu). Cette dernière est absorbée par la Kansai Express Railway (関西急行電鉄, Kansai Kyūkō Dentetsu) en 1940, avant devenir l'actuelle Kintetsu en 1944.
La ligne est prolongée en 1963 jusqu'à Hiratachō, son terminus actuel.

## Caractéristiques

### Ligne
- Ecartement : 1 435 mm
- Alimentation : 1 500 V par caténaire

### Interconnexion
La ligne est interconnectée avec la ligne Kintetsu Nagoya à Ise-Wakamatsu, mais peu de services sont communs aux deux lignes.

### Liste des gares
La ligne comporte 5 gares numérotées de L29 à L33.
| Numéro | Gare           | Nom japonais | Distance depuis Ise-Wakamatsu (km) | Correspondances                    | Localisation |
| ------ | -------------- | ------------ | ---------------------------------- | ---------------------------------- | ------------ |
| L29    | Ise-Wakamatsu  | 伊勢若松     | 0                                  | Kintetsu : Nagoya (interconnexion) | Suzuka       |
| L30    | Yanagi         | 柳           | 2,2                                |                                    | Suzuka       |
| L31    | Suzukashi      | 鈴鹿市       | 4,1                                |                                    | Suzuka       |
| L32    | Mikkaichi (ja) | 三日市       | 6,2                                |                                    | Suzuka       |
| L33    | Hiratachō      | 平田町       | 8,2                                |                                    | Suzuka       |